# Schurken in Power Rangers: Lost Galaxy
De fictieve schurken in de televisieserie Power Rangers: Lost Galaxy waren allemaal aliens. De meeste dienden de insectachtige krijgsheer Scorpius en later diens dochter Trakeena. Ze werken aan boord van een schip genaamd de Scorpion Stinger. Later in de serie dook een tweede groep op onder leiding van de piraat Kapitein Mutiny.

## Scorpius' leger

### Scorpius
Scorpius was een buitenaardse insectachtige krijgsheer en de bevelhebber over de Scorpion Stinger. Hij leek op een grote spinachtige met lange tentakels in plaats van benen. Hij was de aartsvijand van de Magna Defender, wiens planeet hij 3000 jaar geleden veroverde. Daarbij vermoordde Scorpius Magna Defenders’ zoon, Zika.
Scorpius probeerde geregeld krachtige voorwerpen in zijn bezit te krijgen. In eerste instantie waren dit de Quasar Sabers. Om die reden viel Scorpius de planeet Mirinoi aan. Later wilde hij de Lights of Orion. Beide kwamen echter in handen van de Galaxy Power Rangers. Scorpius leger werd door de vele zoektochten naar deze voorwerpen flink uitgedund, daar zijn helpers werden vernietigd door de Rangers of door Scorpius zelf bij wijze van afstraffing.
Scorpius had een dochter, Trakeena. Hij wilde echter niet dat zij zelf zou deelnemen aan de strijd. Later spon hij een cocon zodat ze kon veranderen in een insect net als hij. Trakeena vluchtte hiervoor echter weg. Kort daarna dook Deviot op. Hij sloot zich aan bij Scorpius met het plan zo de cocon te bemachtigen. Deviot zette Scorpius ertoe aan eigenhandig de Rangers te bevechten aangezien hij wist dat dit hem fataal zou worden. Dit plan slaagde en Scorpius werd dodelijk verwond in het gevecht. Net voor zijn dood keerde Trakeena echter terug en nam haar rechtmatige plaats in als haar vaders opvolger.
Scorpius’s stem werd gedaan door Kim Strauss. Scorpius was tevens een origineel personage zonder Super Sentai tegenhanger.

### Trakeena
Trakeena was de dochter van Scorpius. Hoewel haar vader een insect was leek Trakeena op een mens. Ze droeg alleen een insectachtig harnas. Ze droeg altijd een staf bij zich die ook kon veranderen in een zwaard.
Trekeena was behoorlijk ijdel en trots. Ze vergezelde tevens vaak haar vaders soldaten en generaals hoewel Scorpius haar dit verbood. Eenmaal beweerde de generaal Treacheron dat Trekeena hem gevolgd was terwijl hij in werkelijkheid toestemming had gegeven. Dit maakte dat Trakeena haar vader overtuigde dat Treacheron een verrader was en liet hem opsluiten.
Uiteindelijk leerde Trakeena dat haar vader wilde dat ze in een insect zou veranderen net als hij. Ze wilde haar schoonheid echter niet verliezen en vluchtte weg naar de planeet Onyx. Hier ontmoette ze de krijger Villamax. Villamax bood haar aan om haar te trainen tot een sterke krijger zodat ze de cocon niet langer nodig zou hebben. Hij leerde haar zwaardvechten en vechtsporten. Ze keerde terug naar de Scorpion Stinger toen ze hoorde dat haar vader dodelijk gewond was. Toen ze hoorde dat de Rode Ranger de fatale klap had uitgedeeld, werd hij haar voornaamste doelwit.
Toen Terra Venture de Verloren Melkweg binnenging was Trakeena niet bereid te volgen. Toen ze later weer terugkeerden vernietigde Trakeena het schip van Kapitein Mutiny en richtte zich weer op Terra Venture.
Trakeen en Deviot fuseerden uiteindelijk door toedoen van de cocon. Dit maakte Trakeena nog meedogenlozer dan anders. Ze liet Terra Venture neerstorten op de maan van de planeet Mirinoi en opende een massale aanval. Hierbij slachtte ze haar hele leger af door hen kamikaze aanvallen uit te laten voeren met explosieven. Ze vernietigde ook Villamax toen die weigerde nog langer mee te werken aan haar plannen. Voor haar laatste gevecht met de Rangers gebruikte Trakeena alsnog de cocon en veranderde in een groen mensachtig insect. In deze vorm werd ze schijnbaar voorgoed verslagen door de Rode Ranger en diens Battlizer.
Ze dook echter weer op in Power Rangers: Lightspeed Rescue waarin bleek dat ze nog leefde, maar dat het gevecht haar oude vorm had hersteld. Ze kwam naar de Aarde om bij wijze van wraak de Rangers thuiswereld te vernietigen. Ze ontvoerde samen met de demon Triskull en zijn leger van ghouls een groot aantal mensen en wilde hun energie gebruiken om weer te veranderen in haar insectvorm. Door toedoen van Olympius veranderde ze echter in een reusachtig beest dat door de gecombineerde krachten van de Galaxy Power Rangers en de Lightspeed Rescue Power Rangers werd vernietigd.
Trakeena werd gespeeld door Amy Miller in Lost Galaxy & Jennifer Burns in Lightspeed Rescue.

### Furio
Furio was een cyborg en generaal in Scorpius' leger. Hij had de opdracht om de Quasar Sabers op Mirinoi te vinden. Dit plan werd echter verstoord door de komst van Maya, Mike, Kai, Damon, Kendrix en Leo, die de Sabers in handen kregen. In een poging hen te stoppen veranderde Furio de hele planeet in steen en liet Mike in een kloof verdwijnen (waar ook de Magna Defender in lag). Desondanks wisten de Rangers te ontkomen.
Toen Furio later ontdekte dat de Lights of Orion op Terra Venture waren werd dit zijn volgende doelwit. Furio bleef echter falen en Scropius verloor zijn geduld met hem. Furio moest zelfs vluchten voor Scorpius. Furio blies zichzelf uiteindelijk op in een poging de Rode Ranger te vernietigen, maar dit mislukte omdat hij werd gered door de Magna Defender.
Furio’s stem werd gedaan door Tom Wyner.
Hoewel Lost Galaxy was gebaseerd op de Super Sentai serie Seijuu Sentai Gingaman kwam Furio’s kostuum uit Denji Sentai Megaranger. Furio's Sentai tegenhanger in deze serie was de monstervorm van Megaranger's hoofdvijand, Doctor Hinelar. Furio’s rol in Lost Galaxy is gelijk aan die van de Gingaman vijand Sanbash (wiens kostuum in Lost Galaxy werd gebruikt voor een heel ander type personage, Villamax). Er zijn geruchten dat het Sanbash kostuum nog niet beschikbaar was toen de opnames voor Lost Galaxy begonnen en dat Saban Entertainment daarom het Hinelar kostuum gebruikte.

### Treacheron
Treacheron was de tweede generaal in Scorpius's army. Hij had een blauw/wit kostuum, reuzenmanta-achtige vinnen als cape en een samoeraizwaard.
Treacheron stond bekend als de rivaal van de Magna Defender. 3,000 jaar geleden versloeg hij Magna Defender en sloot hem op in de kloof op Mirinoi.
Nadat Furio's was vernietigd werd Treacheron de generaal en kreeg de opdracht de Lights op Orion te vinden.
Eenmaal stond Treacheron toe dat Trakeena met hem mee mocht op een missie naar Terra Venture, ondanks dat Scorpius hier tegen was. Toen hij zich later moest verdedigen tegenover Scorpius loog hij dat Trakeena hem gewoon gevolgd was zonder zijn toestemming. Dit maakte dat Trakeena Treacheron uit de weg wilde ruimen. Ze riep hiervoor de hulp in van Impostra. Deze zette Treacheron’s monster Destruxo ertoe aan de Lights of Orion voor zichzelf te gebruiken. Daardoor leek het alsof Treacheron de Lights zelf wilde houden. Hij werd beschuldigd van verraad en opgesloten.
De Shark Brothers bevrijdden Treacheron later en vertelden hem dat Trakeena het meesterbrein achter zijn opsluiting was. Hij zette een val voor Trakeena op Terra Venture, maar werd voordat hij zijn wraak kon voltooien vernietigd door Leo Corbett.
Later in de serie bracht Hexuba hem weer tot leven. Hij werd vrijwel direct na zijn herrijzenis weer vernietigd door Magna Defender.
Treacheron’s stem werd gedaan door Derek Stephen Prince.

### Deviot
Deviot was een verraderlijke robotische alien die de kracht van Scorpius' cocon wilde. Hij kwam naar Scorpius kort nadat Trakeena was gevlucht en bood hem drie krachtige zords aan om voor hem te vechten. Deze zords waren de verloren Galactabeast. De Rangers wisten de zords weer aan hun kant te krijgen, waarna Scorpius Deviot te toegang tot de cocon ontzegde. Deviot slaagde erin Scorpius zover te krijgen dat hij eigenhandig tegen de Rangers ging vechten. Maar kort voor zijn dood keerde Trakeena terug. Deviot regelde ook een aanslag op haar leven, maar die mislukte.
Deviot stal uiteindelijk het legendarische Galaxy Boek en gebruikte een van de spreuken om Terra Venture naar de Verloren Melkweg te brengen en zelf meer kracht te krijgen. Hij werd zelfs in zijn sterkere vorm verslagen door de Rangers en sloot zich aan bij Kapitein Mutiny.
Na weer te zijn ontsnapt uit de Verloren Melkweg keerde Deviot terug naar Trakeena. Zij had zijn verraad inmiddels ontdekt en wilde hem uit de weg ruimen. In het gevecht dat ontstond vielen beide in de cocon en fuseerden.
Deviot’s stem werd gedaan door Bob Papenbrook.

### Villamax
Villamax was een krijger die voor het eerst werd gezien in een bar op de planeet Onyx, samen met zijn hulpje Kegler. Villamax hielp Trakeena toen ze betrokken raakte bij een gevecht in de bar. Daarna leidde hij haar op tot een sterke krijger. Toen Trakeena terugkeerde naar de Scorpion Stinger om haar vaders plaats in te nemen, werd Villamax een van haar generaals.
Villamax was, zeker voor een schurk, bijzonder eervol. Hij stond erom bekend zich altijd aan zijn woord te houden, zelfs tegen vijanden. Daarmee was hij de tegenpool van Deviot. Villamax’ eergevoel maakte dat hij weigerde mee te werken aan Trakeena’s aanval op de onschuldige burgers van Terra Venture. Toen hij probeerde Trakeena op te laten houden, vermoordde ze hem.
Villamax’ stem werd gedaan door David Lodge.

### Kegler
Kegler was een kleine alien en lange tijd de helper van Villamax. Hoewel hij door zijn geringe formaat niet kan vechten, is hij wel een expert in technologie.
Kegler dook voor het eerst op in dezelfde bar als Villamax. Hij reisde met Villamax en Trakeena mee naar de Scorpion Stinger.
Kegler was zeer achterdochtig over Deviot toen die Villamax’ eercode niet accepteerde. Mogelijk was Kegler degene die Deviot’s verraad ontdekte en informeerde Trakeena hierover terwijl Deviot in de Verloren Melkweg was.
Kegler was nog aan boord van de Scorpion Stinger toen deze neerstortte op de maan van Mirionoi. Aangenomen wordt dat hij hierbij is omgekomen.
Kegler’s stem werd gedaan door Richard Cansino.

### Monsters
| - Brunt - Radster - Horn - Gasser - Mutantrum - Wisewizard - Starcog - Ruptor - Samuron - Blue Beetle Monster - Fishface - Chillyfish |  | - Destruxo - Impostra - Shark Brothers - Freaky Tiki - Skelekron - Crumummy - Alien - Hardtochoke - Kubak - Teksa - Rykon - Cannonbrawl |  | - Icy Angel - Motor Mantis - Loyax - Maronda - Chameliac - Centipede Monster - Psycho Rangers - Spikaka - Ironite - Magnetox - Decibat |

- Stingwingers: De insectachtige soldaten van Scorpius en trakeena. Ze kunnen vliegen en hebben messen als handen. Zij hebben geen Super Sentai tegenhangers maar zijn voor de Amerikaanse serie bedacht.

## Kapitein Mutiny's Leger
Dit was een groep van piraten die schepen in de verloren melkweg enterden en de bemanning te werk stelde als slaven in de juwelenmijnen op Mutiny’s thuisplaneet.

### Kapitein Mutiny
Kapitein Mutiny, die pas in de tweede helft van Power Rangers: Lost Galaxy opdook, was de leider van een groep piraten in de zogenaamde "Verloren Melkweg". Toen Terra Venture door Deviots toedoen in deze melkweg belandde, werd de kolonie al snel doelwit van Mutiny. Mutiny deed zich eerst voor als een betrouwbaar persoon die aanbood Terra Venture te helpen de Verloren Melkweg weer te verlaten. Dit was enkel bedoeld om zijn Grunchor monster de kolonie binnen te kunnen smokkelen.
Mutiniy’s plannen werden keer op keer verijdeld door de Rangers, die zelfs de andere slaven uit Mutiny’s kamp wisten te bevrijden. Mutiny volgde Terra Venture toen deze de verloren melkweg weer verliet. Zijn schip werd bij het verlaten van de verloren melkweg echter aangevallen en vernietigd door Trakeena, waarbij Mutiny zelf ook omkwam.
Toen Deviot zich bij Kapitein Mutiny’s bemanning aansloot was deze daar niet echt tevreden mee. Hij zei zelfs letterlijk dat Trakeena hem zou vermoorden als ze erachter kwam dat Deviot nu voor hem werkte. Dit betekent dat Mutiny niet alleen van Trakeena’s bestaan afwist maar ook bang voor was.
Kapitein Mutiny’s stem werd gedaan door Mike Reynolds.

### Barbarax
Barbarax diende als generaal in Kapitein Mutiny’s leger. Hij was tevens de toezichthouder in het slavenkamp. Barbarax gebruikte altijd een grote bijl als wapen en leidde iedere aanval op Terra Venture. Barbarax werd vernietigd door Trakeena toen die Mutiny’s kasteel verwoestte.
Barbarax’ stem werd gedaan door Richard Epcar.

### Hexuba
Hexuba was Kapitein Mutiny’s tovenares. Ze kwam slechts in twee afleveringen voor, maar vormde daarin een grote bedreiging. De eerste keer plaatste ze de Rangers in een magische slaap waarbij ze in hun droom werden aangevallen door grote groepen vijanden. Verwondingen die ze hierbij opliepen, liepen ze ook in het echt op. De tweede keer bracht ze een groot aantal verslagen vijanden weer tot leven, waaronder Treacheron. Toen beide plannen faalden vocht ze zelf tegen de Rangers, maar werd door hen vernietigd.
Hexuba’s stem werd gedaan door Rajia Baroudi.

### Monsters
- Titanisaur
- Rocketron
- Grunchor
- Rojomon
- Nightmare Monster

- Swabbies: de soldaten van Kapitein Mutany.